# Havana 3a.m.
Havana 3a.m. est un groupe de rock britannique. Le groupe ne dure que dix ans, entre 1986 et 1996.

## Biographie
Le groupe est formé en 1986 après la séparation de The Clash composé de Paul Simonon à la basse, Nigel Dixon au chant, Gary Myrick à la guitare et Travis Williams à la batterie. Il prend son nom du titre de l'album de 1950 Havana 3 a.m. de Perez Prado. En 1991 sort leur premier album, éponyme, chez Cherry Red Records aux États-Unis. Mêlant rock et punk, le groupe jouit du succès avec la sortie du single Reach the Rock. Simonon quitte le groupe pour se consacrer à une carrière dans l'art et Dixon succombe à un cancer. 
Myrick relance le groupe avec le bassiste Tom Felicetta et le batteur Jamie Chez, publiant l'album Texas Glitter and Tombstone Tales en 1996. Il est le seul album publié sous le nom de Havana 3 A.M., Myrick retournant à une carrière en solo avec la sortie de altz of the Scarecrow King en 2001. Le groupe est dissous en 1996.

## Membres
- Paul Simonon - basse
- Nigel Dixon - chant
- Gary Myrick - guitare
- Travis Williams - batterie

## Discographie
- 1991 : Havana 3a.m.
- 1996 : Texas Glitter and Tombstone Tales